# Agrostis versicolor
Agrostis versicolor é uma espécie de gramínea do gênero Agrostis, pertencente à família Poaceae.